# 소년이 온다
《소년이 온다》는 노벨문학상 수상자인 소설가이자 시인인 한강의 6번째 장편소설이다. 2014년 5월 19일에 창비에서 출판했다. 1980년 5월 18일부터 열흘간 있었던 광주 민주화 운동 당시의 상황과 그 이후 남겨진 사람들의 이야기를 들려주는 소설이다.
2017년 9월에는 이탈리아어판 《인간의 행위》(Atti Umani)로 이탈리아에서 번역 출간되었으며, 10월 1일에는 이탈리아의 문학상 말라파르테 상을 수여받았다. 작가 한강은 수상 소감에서 "존엄과 폭력이 공존하는 모든 장소, 모든 시대가 광주가 될 수 있다"며, "이 책은 나를 위해 쓴 게 아니며 단지 내 감각과 존재와 육신을 (광주민주항쟁에서) 죽임을 당한 사람, 살아 남은 사람, 그들의 가족에게 빌려주고자 했을 뿐"이라고 밝혔다.

## 줄거리
중학교 3학년이던 소년 동호는 친구 정대의 죽음을 목격한 이후 도청 상무관에서 시신들을 관리하는 일을 돕게 된다. 매일같이 합동분향소가 있는 상무관으로 들어오는 시신들을 수습하며 주검들의 말 없는 혼을 위로하기 위해서 초를 밝히던 그는 시신들 사이에서 친구 정대의 처참한 죽음을 떠올리며 괴로워한다. 그리고 그날, 돌아오라는 엄마와 돌아가라는 형, 누나들의 말을 듣지 않고 동호는 도청에 남는다. 동호와 함께 상무관에서 일하던 형과 누나들은 5·18 이후 경찰에 연행되어 끔찍한 고문을 받으며 살아 있다는 것을 치욕스러운 고통으로 여기거나 일상을 회복할 수 없는 무력감에 빠진다. 저자는 5·18 당시 숨죽이며 고통 받았던 인물들의 숨겨진 이야기를 들려주며 그들의 아픔을 어루만진다.

## 단행본
- 소년이 온다, 창비, 2014년 5월 19일, ISBN  9788936434120